# Torymus elegantissimus
Torymus elegantissimus är en stekelart som först beskrevs av William Harris Ashmead 1881.  Torymus elegantissimus ingår i släktet Torymus och familjen gallglanssteklar. Inga underarter finns listade i Catalogue of Life.